# François Gabriel Desbrest
François Gabriel Edmée Desbrest est un officier et homme politique français né le 10 février 1774 à Cusset (Allier) et mort le 18 août 1843 à Cusset.

## Biographie
François Gabriel Desbrest appartient à une famille de la bourgeoisie de Cusset, où son arrière-grand-père et son grand-père paternels étaient marchands. Il est le fils de Gilbert Desbrest (1740-1808) et de Marie Anne  Filhastre, issue d'une famille d'hommes de loi. Son oncle, Antoine Desbrest (1741-1804), est aussi un homme de loi, notaire royal et procureur au bailliage ; pendant la Révolution, il est administrateur du district de Cusset. Gilbert et Antoine Desbrest sont des cousins germains de Pierre Forestier, député de l'Allier à la Convention.
Desbrest épouse le 6 août 1816 à Cusset Catherine Choussy.
Colonel d'infanterie, il est député de l'Allier en 1815, pendant les Cent-Jours. Il prend sa retraite de colonel en 1822.
François Desbrest et son épouse sont inhumés au cimetière de Cusset.

## Distinctions
- Chevalier de Saint-Louis.
- Officier de la Légion d'honneur.
- Chevalier de l'ordre des Deux-Siciles.

## Sources
- « François Gabriel Desbrest », dans Adolphe Robert et Gaston Cougny, Dictionnaire des parlementaires français, Edgar Bourloton, 1889-1891 [détail de l’édition]
- « Desbrest (François Gabriel Edmée) », in Charles Théodore Beauvais de Préau et Jacques Philippe Voïart, Victoires, conquêtes, désastres, revers et guerres civiles des Français : Appendices et errata. Biographie militaire française: Tables du temple de la gloire, A-G., Panckoucke, 1821, p. 128 (en ligne).